# Glaucina anomala
Glaucina anomala là một loài bướm đêm trong họ Geometridae.